# Lundby gamla kyrka
Lundby gamla kyrka är en kyrkobyggnad som tillhör Lundby församling i Göteborgs stift. Den ligger i stadsdelen Kyrkbyn i Göteborgs kommun. Den är en av stiftets populäraste bröllopskyrkor.

## Kyrkobyggnaden
De äldsta delarna härrör från 1300-talet och den är en av få medeltida kyrkor i Göteborg. Kyrkan är slätputsad och vitkalkad. I sin nuvarande form består den av långhus med tresidigt kor i öster. Vapenhus och sakristia ligger utmed södra långväggen. Då den blev huvudkyrka för Lundby och Tuve socknar utvidgades sakristian och vapenhuset 1639-1650. Samtidigt ersattes de gamla stenvalven med ett trävalv. En gravkammare för en adelsman byggdes 1698 under koret och under 1700-talets första hälft tillkom även ett gravkor på vardera sidan om vapenhuset. År 1798-1799 slogs ett tunnvalv av brädor över kyrkorummet. Taklagets sexton takstolar i ek och furu har bedömts vara från byggnadstiden.
Efter tillkomsten av Lundby nya kyrka 1886 användes inte längre den gamla kyrkan till gudstjänster, förrän efter den stora restaureringen 1934. Den utfördes under ledning av Axel Forssén och då byttes innertakets valv ut mot ett nytt tunnvalv av trä i syfte att lyfta fram den medeltida gotiken. Under den senaste renoveringen 1997 konserverades väggmålningar, takmålningar och inventarier. 
Söder om kyrkan finns en fristående klockstapel i trä, som är oregelbundet sexkantig. Den har endast en klocka, som skänktes till församlingen 1634.

## Takmålningar
Takvalvet i trä bemålades någon gång mellan 1700 och 1770. Eftersom takvalvet byttes ut 1798-1799 finns endast fragment kvar, vilka återfanns vid konserveringen 1934. De utgörs av ett antal bräder med ett änglamotiv och en treenighetssymbol. Dessa insattes i det nykonstruerade tunnvälvda taket och kompletteringar utfördes av konstnären Gunnar Erik Ström. Vid en stilmässig jämförelse med andra takmålningar i stiftet framstår Erik Eriksson Grijs eller någon av dennes gesäller som trolig upphovsman. Även predikstolens bemålning, läktarbröstningen och bänkdörrarna är troligtvis målade av Grijs och då före 1720, vilket är konstnärens dödsår.

## Inventarier
- Altaruppsatsen och predikstolen i renässansstil tillkom i samband med tillbyggnaden 1639.
- Träinredningen med dekorationsmåleri är dels från samma tid samt från 1700-talet.
- Dopfunten i glimmerrik grön täljsten har daterats till 1200-talet.

### Orgel
Orgelläktaren byggdes på 1700-talet, men en orgel byggd av Mårten Bernhard Söderling installerades först 1818. Nuvarande orgel, tillverkad 1969 av Lindegren Orgelbyggeri AB, är byggd bakom Söderlings gamla fasad. Instrumentet har tolv stämmor fördelade på två manualer och pedal.

## Lundby gamla kyrkogård
Lundby gamla kyrkogård omnämns första gången 1788, men har troligen funnits sedan 1200-talet. Den omfattar 1,3 hektar och har 1 610 gravar. Minneslunden, på platsen där prästgården tidigare låg, invigdes 1979.
På kyrkogården vilar bland andra Ebbe Carlsson i minneslunden, huvudperson i den så kallade Ebbe Carlsson-affären.

## Exteriörbilder

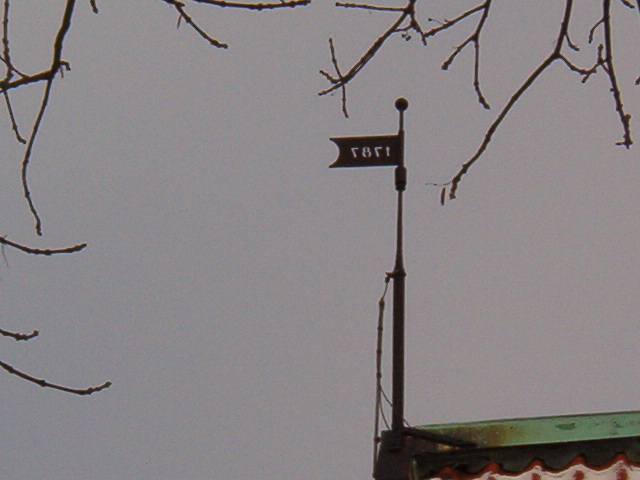
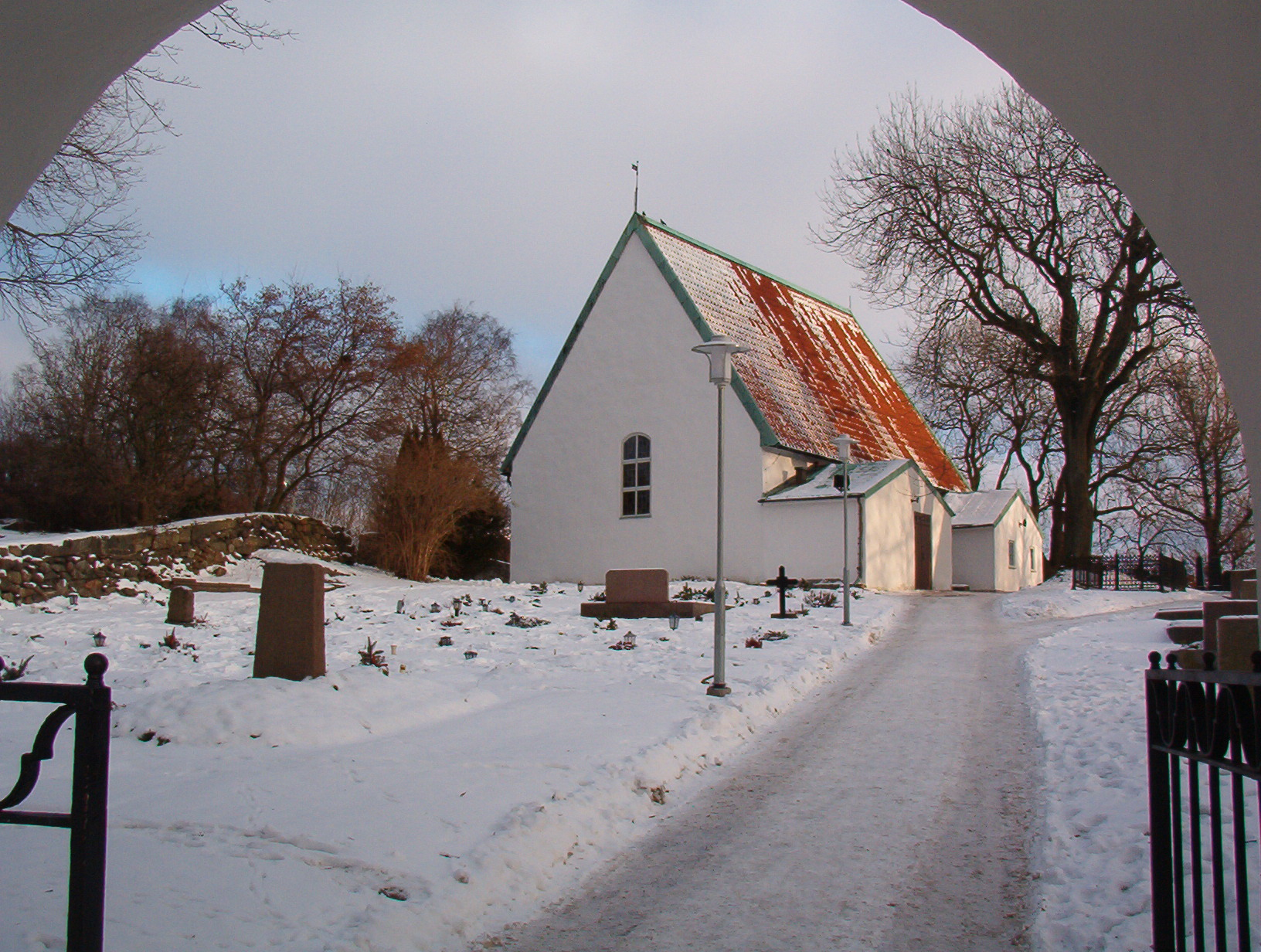
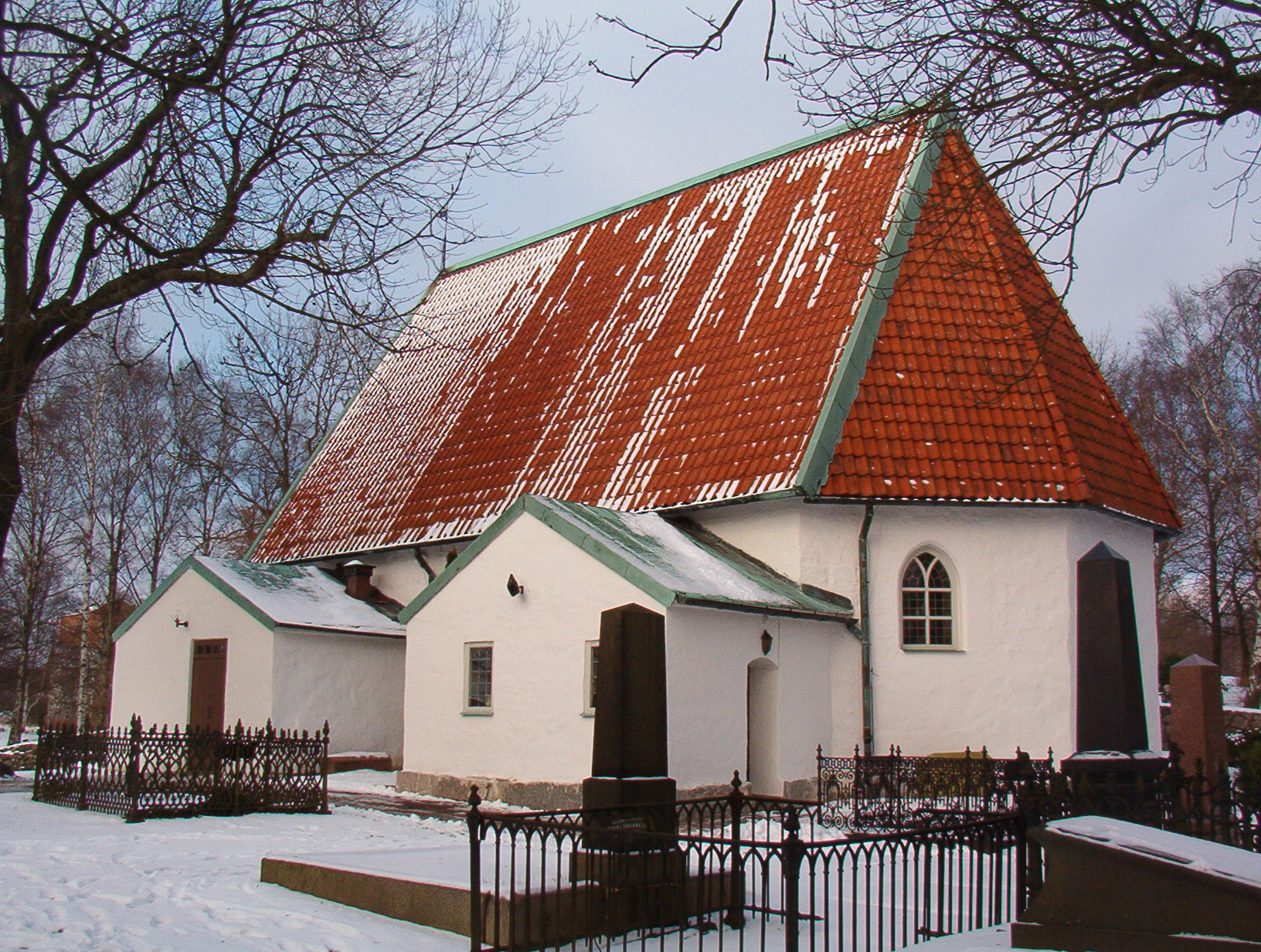
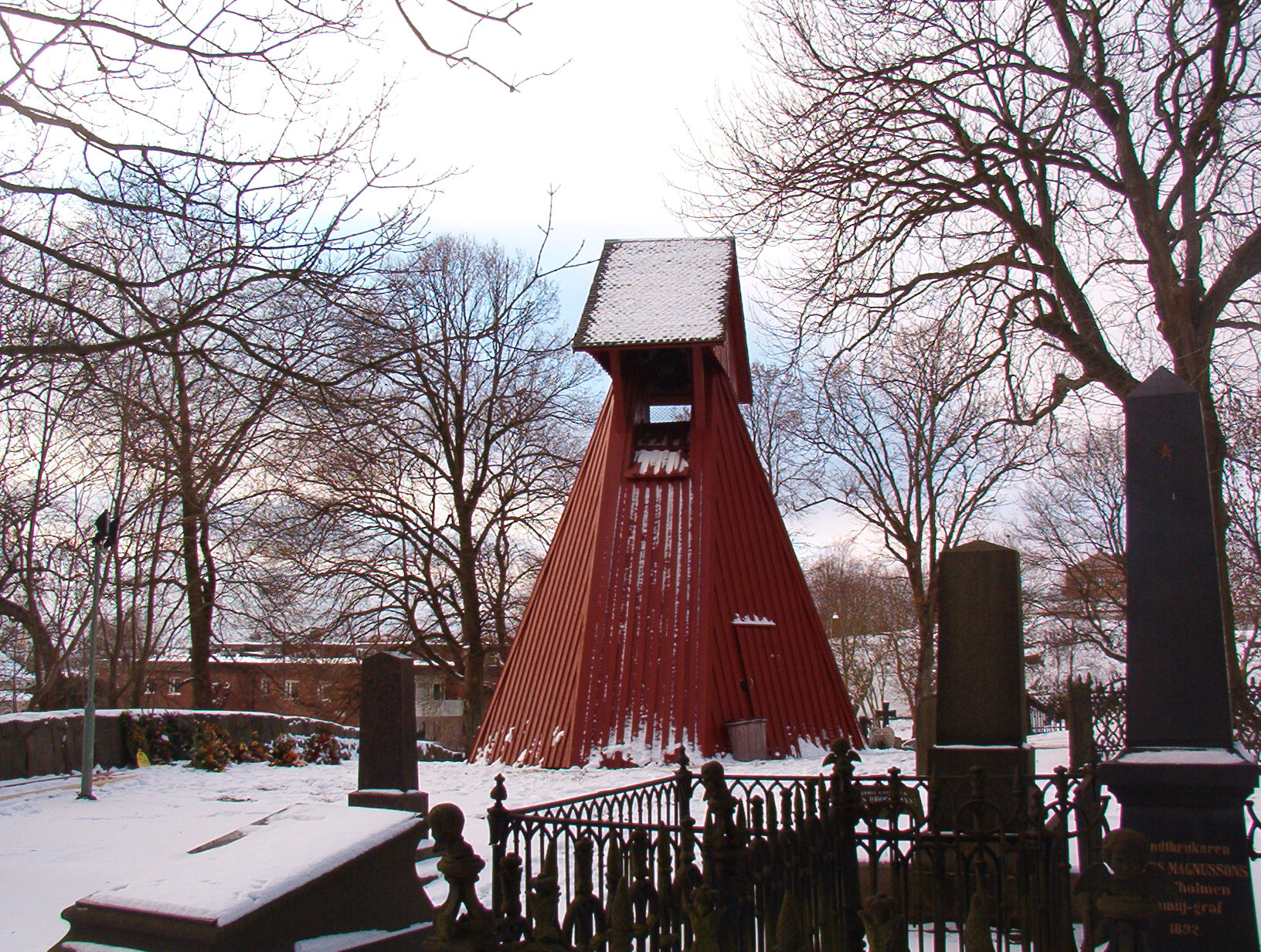
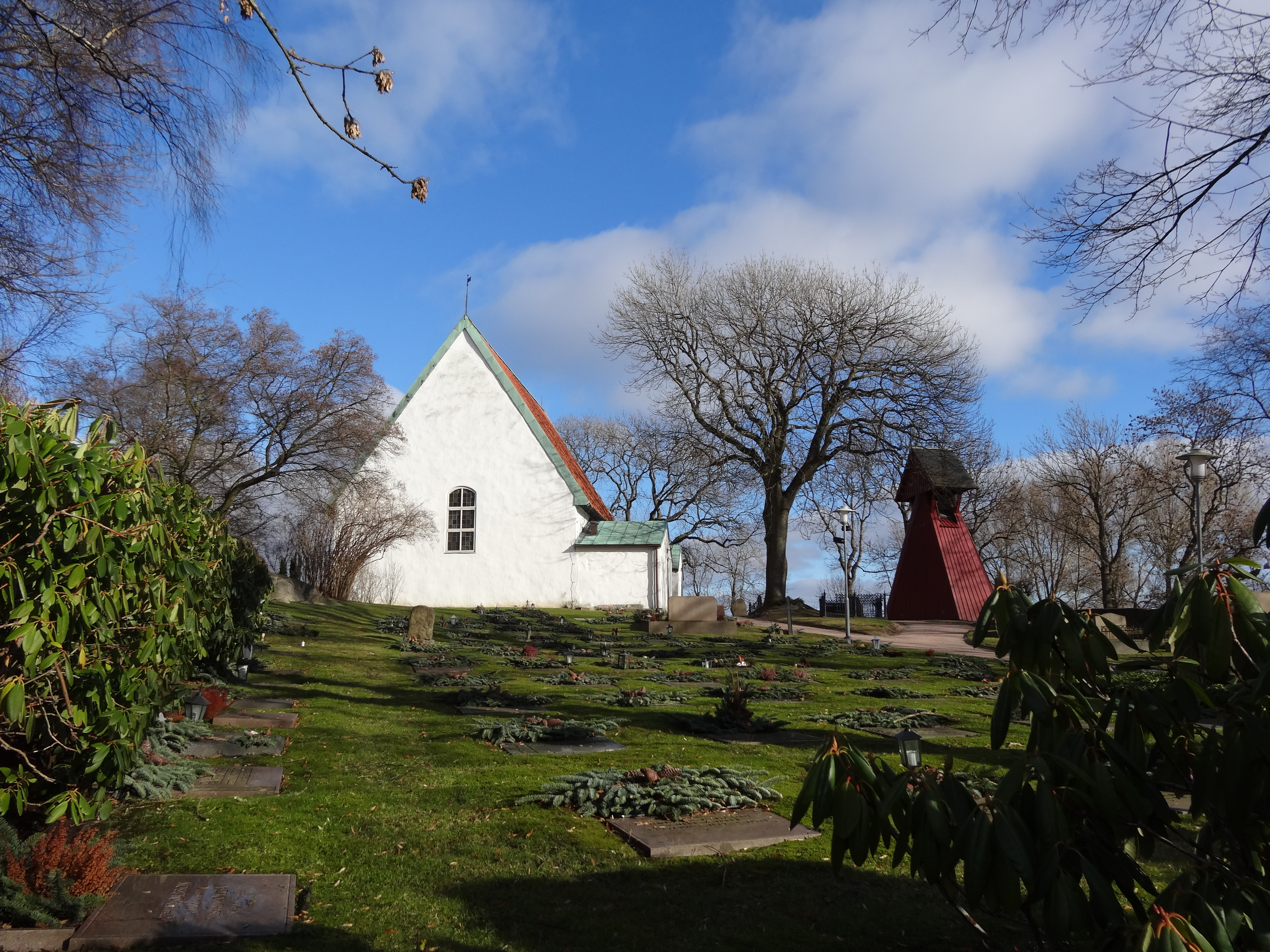